# Curtara scutella
Curtara scutella är en insektsart som beskrevs av Delong 1983. Curtara scutella ingår i släktet Curtara och familjen dvärgstritar. Inga underarter finns listade i Catalogue of Life.